# Аккудук (Оренбургская область)
Аккудук — посёлок в Домбаровском районе Оренбургской области в составе Красночабанского сельсовета.

## География
Находится на расстоянии примерно 43 километра по прямой на северо-запад от районного центра поселка Домбаровский.

## Климат
Климат резко континентальный. Зима, как правило, малоснежная, суровая, холодная. Самый холодный месяц — январь. Средняя температура января −16,5…−17 °C. Осадки за холодный период года (с ноября по март) составляют около 100 мм. Снежный покров устанавливается в середине ноября и исчезает в конце апреля. Высота снежного покрова менее 30 см. Весна развёртывается интенсивно. Быстро нарастает температура и прогревается земля. Безморозный период в среднем составляет 120—135 дней. Лето жаркое, начало обычно засушливое. Средняя температура июля +21,8 °C. Максимальная температура может доходить до +42 °C. Осадки за тёплый период года (с апреля по октябрь) составляют около 100—250 мм. Осенью начинаются утренние заморозки. Понижение температур происходит неравномерно. В конце октября температура опускается ниже нуля.

## История
Основан был в 1929—1930 годах как посёлок животноводческой фермы № 2 совхоза «Красночабанный». Развитие поселение получило с 1954 года, когда «освоение» целины шло не только во вновь образованных совхозах, но и в колхозах, и в уже основанных ранее совхозах. Официальное наименование посёлок получил в 1966 году. Название «Аккудук» в переводе с тюркских языков означает «белый колодец»..

## Население
Постоянное население составляло 186 человек в 2002 году (казахи 99 %), 59 человек в 2010 году.